# 연등굿놀이
연등굿놀이는 한국의 민속놀이 중 하나이다.
음력 2월 초하룻날 제주도의 귀덕(歸德)·김녕(金寧)·애월(涯月) 지방에서는 열두 개의 나무장대를 세우고, 신(神)을 맞아서 제신(祭神)을 즐겁게 한다. 이때에는 긴 나무장대의 끝에다 채색비단으로 말의 머리같이 꾸민 뒤 말뛰기놀음(躍馬戱)을 한다. 밤에는 등불을 매달아 켜므로 이 굿을 연등굿이라고 하며, 이 굿놀이는 2월 초하루부터 시작하여 보름에 마친다.